# Coppa CEV 1995-1996 (femminile)
La Coppa CEV di pallavolo femminile 1995-1996 è stata la 16ª edizione del terzo torneo pallavolistico europeo per squadre di club; iniziata con la fase preliminare l'8 dicembre 1995, si è conclusa con la final-four il 3 marzo 1996. Al torneo hanno partecipato 48 squadre e la vittoria finale è andata per la terza volta all'Unabhängiger Sportclub Münster.

## Squadre partecipanti
| - Albacete - Emlakbank - Iōnikos Neas Filadelfeias - Știința Bacău - Poštar - Obilić - Bonnevoie - Bergamo - Beşiktaş - ACH Volley Bled - Kovrovschik Brest - OK Breza | - NIM SE - Vasas - Dinamo-Metar - Clamart - Elbasani - Graz - Genève-Elite - Harstad VBK - Penicilina Iași - Asteríx Kieldrecht - Klepp VBK - Madeira | - Branik - Rossy Mosca - Münster - Anorthosis Nicosia - Novo Mesto - Dynamo-Dženestra - Pollux - Olymp Praha - Pula - Olimpia Ravenna - Rijeka - Filathlītikos Salonicco | - Schwerte - Kanti - VC Temse - Tenerife - Tirana - Jelovica Tuzla - Vasama Vaasa - ICT Vienna - Vilacondense - Villebon - Orbita - SK ZU Zilina |

## Primo turno

### Squadre qualificate
| - Albacete - Emlakbank - Iōnikos Neas Filadelfeias - Știința Bacău - Bergamo - Beşiktaş | - Vasas - Genève-Elite - Rossy Mosca - Dynamo-Dženestra - Filathlītikos Salonicco - Schwerte |

## Ottavi di finale

### Squadre qualificate
- Albacete
- Emlakbank
- Beşiktaş
- Vasas
- Rossy Mosca
- Münster
- Olimpia Ravenna
- Villebon

## Quarti di finale

### Squadre qualificate
| - Emlakbank - Vasas - Rossy Mosca - Münster |

## Final-four
Le semifinali si sono giocate il 2 marzo mentre le finali per il terzo e il primo posto il 3 marzo.

### Finali 1º - 3º posto
|  | Semifinali  | Semifinali  | Semifinali |         |           | Finale 1º/2º posto | Finale 1º/2º posto | Finale 1º/2º posto |  |
|  |             |             |            |         |           |                    |                    |                    |  |
|  | Emlakbank   | Emlakbank   | 3          |         |           |                    |                    |                    |  |
|  | Emlakbank   | Emlakbank   | 3          |         |           |                    |                    |                    |  |
|  | Rossy Mosca | Rossy Mosca | 1          |         |           |                    |                    |                    |  |
|  | Rossy Mosca | Rossy Mosca | 1          |         | Emlakbank | Emlakbank          | 1                  |                    |  |
|  |             |             |            |         | Emlakbank | Emlakbank          | 1                  |                    |  |
|  |             |             | Münster    | Münster | 3         |                    |                    |                    |  |
|  | Münster     | Münster     | Münster    | Münster | 3         | 3                  |                    |                    |  |
|  | Münster     | Münster     |            |         |           | 3                  |                    |                    |  |
|  | Vasas       | Vasas       | 1          |         |           | Finale 3º/4º posto | Finale 3º/4º posto | Finale 3º/4º posto |  |
|  | Vasas       | Vasas       | 1          |         |           |                    |                    |                    |  |
|  |             |             |            |         |           |                    |                    |                    |  |
|  |             |             |            |         |           | Rossy Mosca        | Rossy Mosca        | 3                  |  |
|  |             |             |            |         |           | Rossy Mosca        | Rossy Mosca        | 3                  |  |
|  |             |             |            |         |           | Vasas              | Vasas              | 0                  |  |